# Walls Bryggeri

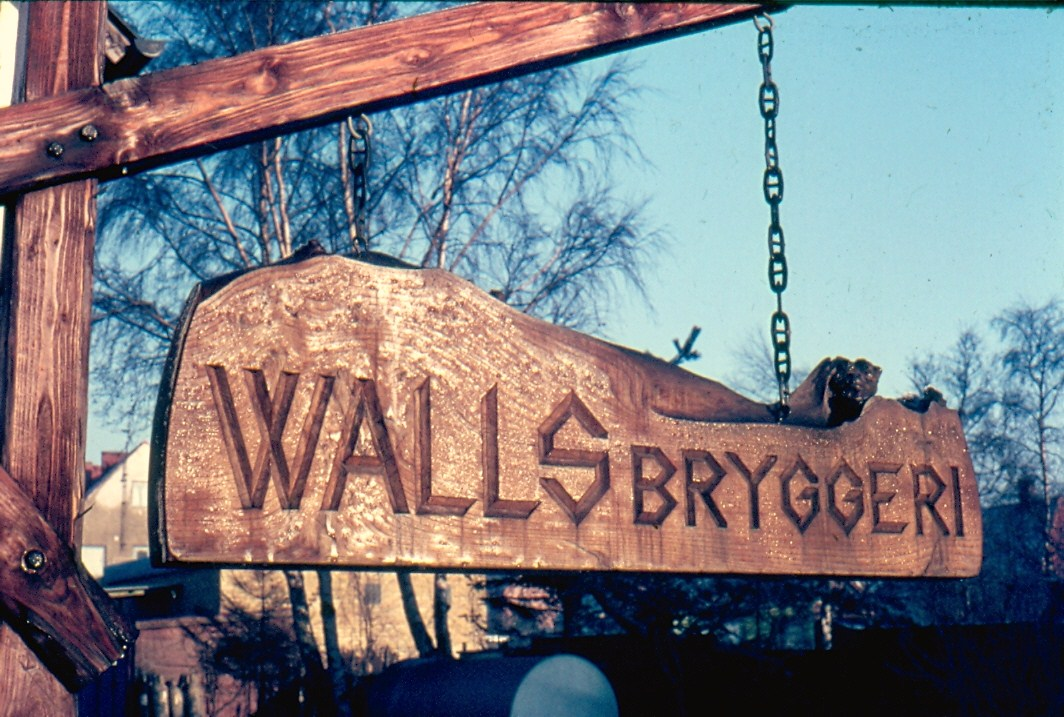
Entrén till Walls Bryggeri.

Walls Bryggeri var ett bryggeri i Trelleborg, grundat 1917. 

## Historia
Bryggeriet grundades 1917 av Per Jeppsson från Anderslöv. Han uppförde redan 1895 en holländarkvarn vid Möllaregatan 10, ca 100 m norr om Östra Förstadsgatan 71 där han 1917 startade sitt andra bryggeri. Men redan 1888 kom han till Trelleborg och startade sitt första bryggeri på Östergatan 83. När han dog i spanska sjukan 1919 drev hans hustru Helena bryggeriet vidare till 1923 då Pers bror Jöns tog över tills sterbhuset sålde verksamheten. I början producerades enbart svagdricka. Detta ändrades 1934 då Oscar Wall köpte bryggeriet och introducerade läskedrycker. Bryggeriet bytte då namn till J. Jeppssons eftr. O.Wall.
1950 tog Helge Olsson över och bryggeriet bytte namn för tredje gången och hette nu Walls Bryggeri. Nu tog försäljningen av läskedrycker och öl fart, speciellt mot slutet av 50-talet. Ölen kom från Skruvs Bryggeri (sedermera Banco Bryggeri). 
När läskedryckerna introducerades i mitten av 50-talet var man tvungen att köpa in nya maskiner för att tillgodose efterfrågan. Två av Trelleborgarnas favoriter var Brasilia och Fruktsoda. Men inte ens de kunde rå på Walls Jul Must som såldes under vintern. Efterfrågan var så stor att man var tvungen att köpa in större transportbilar.  
I början av 50-talet etiketterades flaskorna förhand efter att först ha gått igenom en tappmaskin och en korkmaskin. När tempot ökade under 60-talet införskaffades en större tappmaskin, en kapsylmaskin och en etiketteringsmaskin. Efterfrågan fortsatte öka och i slutet av 70-talet var produktionen maximerad för ett litet bryggeri, mycket tack vare att kapsylmaskinen och etiketteringsmaskinen nu satt i samma kedja.  

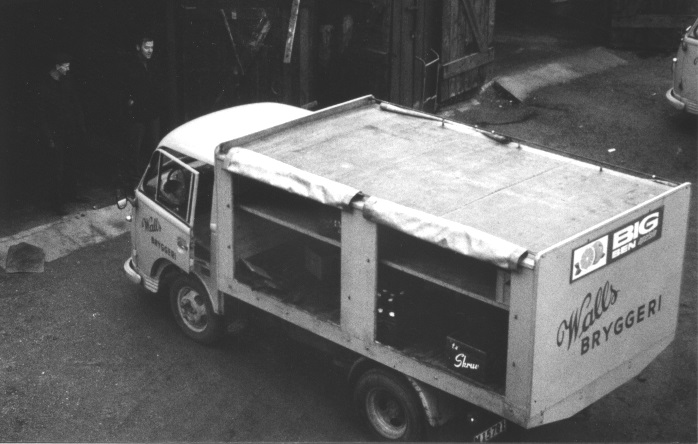
Specialbyggd utkörningsbil av märket Ford.

Man hade även ett antal utkörningsbilar under åren. När Helge Olsson tog över på 50-talet fanns det två bilar, en Plymouth skåpbil (ombyggd från personbil) och en GMC. Ett år senare köptes en Morris Oxford som byggdes om till skåpbil. Senare byttes även GMC-bilen ut, då mot en Volvo PV833. Dessa var svårlastade och hade liten kapacitet. För att lösa detta lät bygga helt nya bilar med bra ergonomi för förarna. De två utkörarna, Lennart Trullsson och Gösta Persson, fick godkänna bilarna innan de köptes. Det kom att bli tre par specialbyggda bilar genom åren. De två första omgångarna var Ford och den sista var Fiat, som tyvärr blev en besvikelse. 
Bryggeriepoken tog slut 1974 då Walls Bryggeri, Trelleborgs sista bryggeri, såldes till Banco Bryggeriet i Skruv.

## Drycker
- Brasilia
- Sockerdricka
- Fruktsoda
- Blodapelsin
- London Grape Tonic
- Lime Soda
- Cubano
- Sport
- Banan
- La Rita Blodorange
- Prii
- Citron Soda